# Vera Songwe

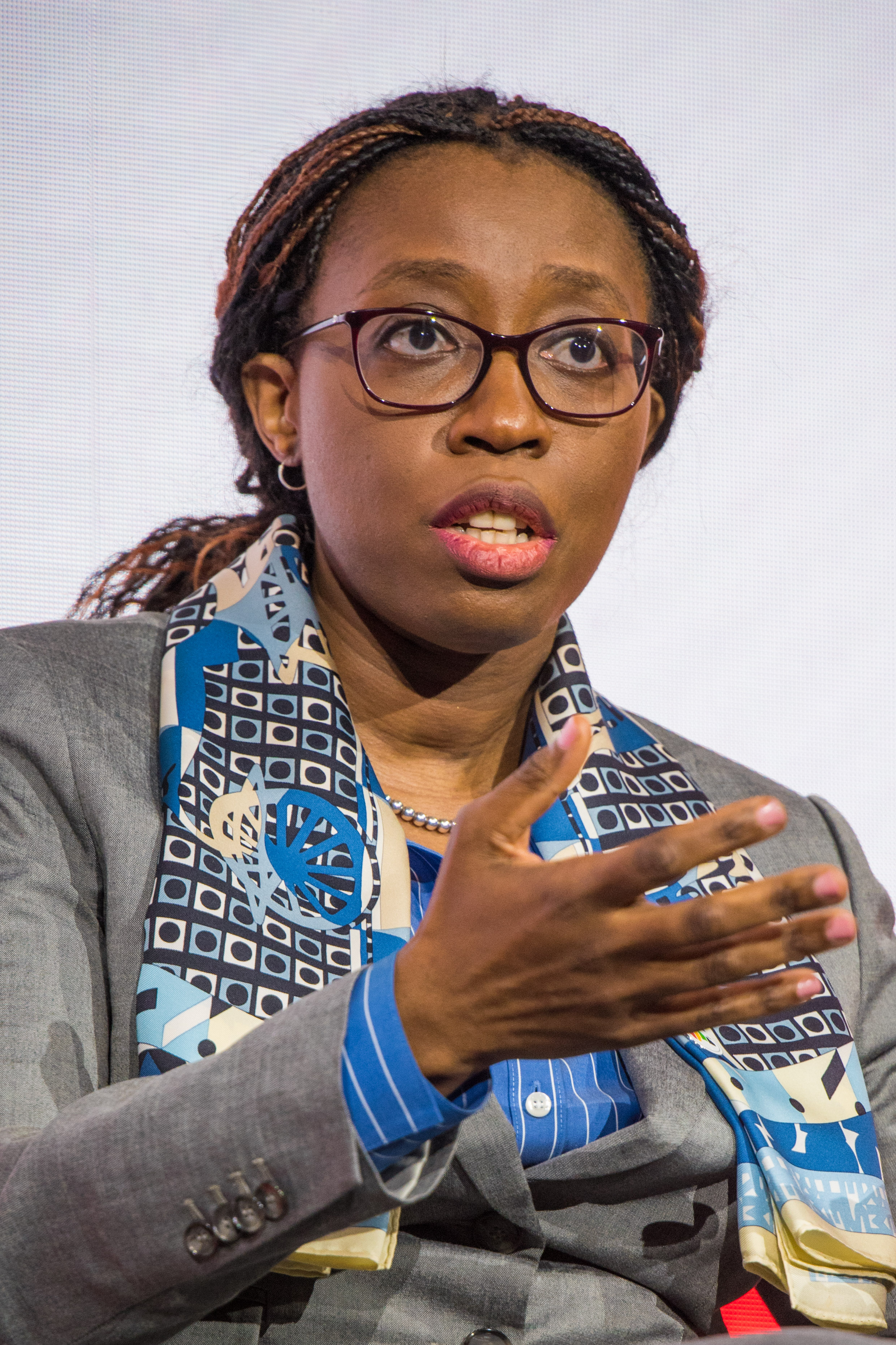
Vera Songwe (2020)

Vera Songwe (* 1968) ist eine kamerunische Wirtschaftswissenschaftlerin, die von 2017 bis 2022 Exekutivsekretärin der Wirtschaftskommission der Vereinten Nationen für Afrika (ECA) war.

## Leben
Vera Songwe begann nach dem Besuch des Our Ladies of Lourdes College in Bamenda ein Studium der Wirtschafts- sowie der Politikwissenschaften an der University of Michigan, das sie jeweils mit einem Bachelor of Arts (B.A. Economics und B.A. Political Science) abschloss. Ein postgraduales Studium der Fächer Rechtswissenschaft und Wirtschaftswissenschaft an der Université catholique de Louvain schloss sie mit einem Master of Arts (M.A. Law and Economics) sowie einem Diplôme d’Etudes Approfondies in den Fächern Wirtschafts- und Politikwissenschaft ab. 1996 erwarb sie einen Doktor der Philosophie (Ph.D.) im Fach Wirtschaftsmathematik am Zentrum für operative Forschung und Ökonometrie der Université catholique de Louvain mit einer Dissertation mit dem Titel Price selection mechanisms in imperfectly competitive economies.
Im Anschluss begann Vera Songwe ihre berufliche Laufbahn als Wirtschaftswissenschaftlerin bei der Weltbank und war dort zwischen 2005 und 2008 Leitende Länderkoordinatorin und Leitende Ökonomin für die Philippinen sowie anschließend von 2008 bis 2011 Beraterin von Ngozi Okonjo-Iweala, der aus Nigeria stammenden Geschäftsführenden Direktorin der Weltbank für Afrika, Europa, Zentralasien und Südasien. Im Anschluss war sie seit 2011 Leitende Gastwissenschaftlerin (Non-resident Senior Fellow) für die Globale Entwicklungs- und Afrikanische Wachstumsinitiative der in Washington, D.C. ansässigen Denkfabrik Brookings Institution. Daneben fungierte sie zwischen 2012 und 2015 als Länderdirektorin der Weltbank für Senegal, Kap Verde, Gambia, Guinea-Bissau und Mauretanien und übernahm daraufhin von 2015 bis 2017 den Posten als Regionaldirektorin für Westafrika und Zentralafrika bei der Internationalen Finanz-Corporation (IFC) in Washington, D.C.
Am 13. April 2017 wurde Vera Songwe von UN-Generalsekretär António Guterres als Nachfolgerin des aus Guinea-Bissau stammenden Carlos Lopes zur Exekutivsekretärin der in Addis Abeba ansässigen Wirtschaftskommission der Vereinten Nationen für Afrika (ECA) ernannt. 2020 wurde sie vom Magazin Forbes eine der 50 mächtigsten Frauen Afrikas genannt. Ende August 2022 kündigte Songwe an, die ECA zu verlassen. Ihr Nachfolger wurde im Oktober 2023 der Ruander Claver Gatete.

## Veröffentlichung
- Price selection mechanisms in imperfectly competitive economies, Dissertation Université catholique de Louvain, 1996
- mit Eswar Prasad: Regional Integration in West Africa: Is There a Role for a Single Currency? Brookings Institution, Washington 2021, ISBN 978-0-8157-3853-4.